# Oria (Fluss)
Der Oria ist ein Fluss im spanischen Baskenland. Er entspringt in der Sierra de Aitzkorri in der Provinz Gipuzkoa und mündet bei Orio in den Golf von Biskaya. Seine Länge beträgt 75 km.

## Zustand und Fauna
Ab Mitte des 19. Jahrhunderts wurden die Flussbänke entlang des Oria stark industrialisiert. Dies führte dazu, dass die Verschmutzung bis 1980 so sehr zunahm, dass große Teile der Flussfauna ausgestorben sind. Mittlerweile erholt sich der Fluss aber langsam wieder von den Schäden.

## Nebenflüsse
- Leizarán
- Asteasu
- Berástegui
- Araxes
- Amezqueta
- Amundaráin
- Agaunza
- Eztanda